# Философия тщетности
Философия тщетности — словосочетание, впервые использованное в 1928 году профессором маркетинга Колумбийского университета Полом Нистромом для описания возрастающей тенденции в обществе, которая, по его мнению, привела к росту спроса на модные товары. Рост индустриализации привёл к сужению интересов, контактов и способов самореализации для многих людей в западном мире. Такие условия жизни, как заметил Нистром, способствуют быстрой утрате интереса к жизни и, следовательно, постоянному стремлению к новизне и переменам, а также способствуют большему интересу к товарам, подверженным изменениям и обновлениям в соответствии с модными тенденциями (одежда, автомобили, бытовая техника, предметы интерьера и другое).
Ниже приводится цитата из книги Нистрома «Экономика моды» (1928), которую часто цитируют историки и аналитики маркетинга, консьюмеризма и коммерциализма:

Можно полагать, что есть связь между отношением к товарам, в которых мода занимает видное место, и взглядами на жизнь, а также целями человека. В настоящее время немало людей в западных странах отошли от старых стандартов религии и философии и, не сумев развить сильные взгляды, чтобы занять свои места, придерживаются того, что можно назвать, из-за отсутствия лучшей формулировки, философией тщетности. Этот взгляд на жизнь (или отсутствие взгляда на жизнь) включает вопрос о ценности мотивов и целей основной человеческой деятельности. Это тенденция бросить вызов самой цели жизни. Отсутствие цели в жизни оказывает влияние на потребление, аналогичное влиянию узких жизненных интересов, то есть на концентрацию человеческого внимания на более поверхностных вещах, в которых царит мода.

## Философия тщетности и шоппинг
Шоппинг для того, чтобы почувствовать себя счастливее — это симптом, который в популярной западной прессе называется «шоппинг-терапией». Этот термин впервые был использован в «Чикаго Трибьюн» от 24 декабря 1986 года: «Мы стали нацией, измеряющей наши жизни в сумках для покупок и излечивающей наши психические болезни с помощью шоппинг-терапии». Шоппинг-терапия, иногда наблюдаемая у людей во время депрессии или переходного периода, указывает на отсутствие личных целей и включает в себя шоппинг в качестве терапевтического акта, улучшающего настроение покупателя.
«Порочный круг» в теории Нистрома можно увидеть во многих экономических и философских областях. Роберт и Эдвард Скидельски в партнёрстве отца и сына — экономиста и философа-писателя обсуждают, что потребности по качеству конечны и могут быть удовлетворены, но потребности по количеству бесконечны. Адам Смит, пионер политической экономии, утверждает в своей Теории моральных чувств, что «богатство оставляет человека всегда в такой же степени, а иногда и в большей степени, чем прежде, в беспокойстве, страхе и печали».
Реклама может манипулировать желаниями, заставляя потребителей чувствовать, что они нездоровы или несчастны без рекламируемого продукта. Критикуя христианство, Фридрих Ницше сказал: «Чтобы действовать как врач, священник должен сделать человека больным!». Чтобы христианство выступило в роли спасителя, у людей сначала должна сформироваться проблема. Реклама стремится сделать продукт спасением от проблем потребителя.
Реклама может иметь особое влияние на детей. В возрасте от 2 до 5 лет дети не могут отличить рекламу от телетрансляций по расписанию. Многие страны запретили рекламу, ориентированную на детей, чтобы избежать перенасыщения и дать им время развить собственную идентичность, выходящую за рамки потребительской
Среднестатистическая молодёжь США видит около 2000-3000 рекламных объявлений в день. Содержание и цели этих объявлений всё чаще подвергаются тщательному анализу